# Triglif
Triglif je arhitekturni izraz za vertikalni rebrasti ploščat element v dorskem frizu, tako imenovan zaradi kotnih kanalov v njih, pri čemer sta dva popolna in en razdeljen, dva poševno odrezana pod kotom ali hemiglif se računata kot eno. Pravokotni prostori med triglifi na dorskem frizu se imenujejo metope. Dvignjeni prostori med kanali znotraj triglifa, se imenujejo femur v latinščini ali meros v grščini.
Za triglif večinoma mislijo, da je prezentacija koncev lesenih tramov tipične primitivne koče v kamnu, ko jo je opisal Vitruvij in renesančni pisatelji. Leseni tramovi so bili zarezani s tremi ločenimi zarezami, da bi dodali svoj okras pri napušču. Grška arhitektura (in kasneje rimska arhitektura) sta ohranili to funkcijo, kot tudi mnoge druge funkcije originalnih lesenih stavb, kot poklon izvoru arhitekture in njeni vlogi v zgodovini in razvoju človeka. 
Triglif je lahko izklesan iz enega bloka z metopami ali je blok, ki je lahko narezan tako, da se omogoči ločeno dodajanje dolgih metop (v kamen ali les), ki so vstavljene na svoje mesto, kot pri templju Aphaea. Obstajajo lahko tudi nekatere razlike v oblikovanju v enotno strukturo, ki omogoča kotno oblikovanje, prilagoditev razmiku stebrov in razporeditve dorskega friza v templju, da bi bilo oblikovanje bolj harmonično.
- Metopa (L) in triglif (D) izrezana iz bloka iz Stratosa.
- Bloki s triglifi z odprtinami za vtavo metop v Marmaria, Delfi.
- Triglifi (z zarezo za vstavitev metop) v dorskem frizu na templju  Aphaia.
- Entablature na Hefajstovem templju v Atenah kažejo dorski friz s triglifi in skulpturo metop.
- Del friza na zgradbi Circus John Woodsa v Bathu iz 1754, ustvarjen s pomočjo izmenjujočih triglifov in okrasnih metop.